# Bronisław Komorowski (prêtre)
Ne doit pas être confondu avec Bronisław Komorowski (homme politique).
Pour les articles homonymes, voir Bronisław Komorowski (homonymie) et Komorowski.
 (mars 2020).
 (mars 2020).
Si vous disposez d'ouvrages ou d'articles de référence ou si vous connaissez des sites web de qualité traitant du thème abordé ici, merci de compléter l'article en donnant les références utiles à sa vérifiabilité et en les liant à la section « Notes et références ».
Bronisław Komorowski (né le 25 mai 1889 à Barłożno, tué le 22 mars 1940 au camp de concentration du Stutthof) est un religieux catholique militant et homme politique patriote polonais de Dantzig (aujourd'hui Gdańsk), vénéré comme martyr et bienheureux par l'Église catholique. Il est fêté le 22 mars. 

## Biographie

### Jeunesse
Bronisław Komorowski naît à Barłożno près de Skórcz dans le district de Starogard Gdański. Son père Jan Komorowski (1840-1892) était veuf avec sept enfants et sa mère Katarzyna née Gencza (Gęcza) (1859-1925) veuve avec un enfant, quand ils se sont mariés en 1888. Du mariage de Jan et Katarzyna, trois enfants sont nés, Bronisław, Wacław (1890-1891) et Anna (1892-? ). Après la mort tragique de Jan Komorowski en 1892, Katarzyna épouse en troisièmes noces un riche hôtelier, Jan Fankidejski (1866-1934), maire du village de Barołno à partir de 1924. Katarzyna et Jan Fankidejski ont leurs propres enfants, dont seul le plus jeune fils survit.  
Les modèles de Bronisław  pendant son enfance sont deux proches parents du beau-père, les prêtres patriotes Jakub Fankidejski (1844-1883), un historien bien connu de la Poméranie et professeur de Collegium Marianum à Pelplin, et Feliks Bolt (1864-1940), un combattant lors des partitions de la Pologne, plus tard sénateur de la Deuxième République polonaise. 
Bronisław est membre du cercle d'étudiants patriotes des Philarètes pendant ses années d'école. Il fréquente le Collegium Marianum de Pelplin. Après avoir obtenu son diplôme du lycée de Chełmno en 1910, il rejoint le séminaire de Pelplin. Il est ordonné prêtre en avril 1914 et immédiatement après est envoyé comme vicaire à la paroisse de St. Mikołaj à Łęgów près de Pruszcz Gdański. 

### Activités patriotiques

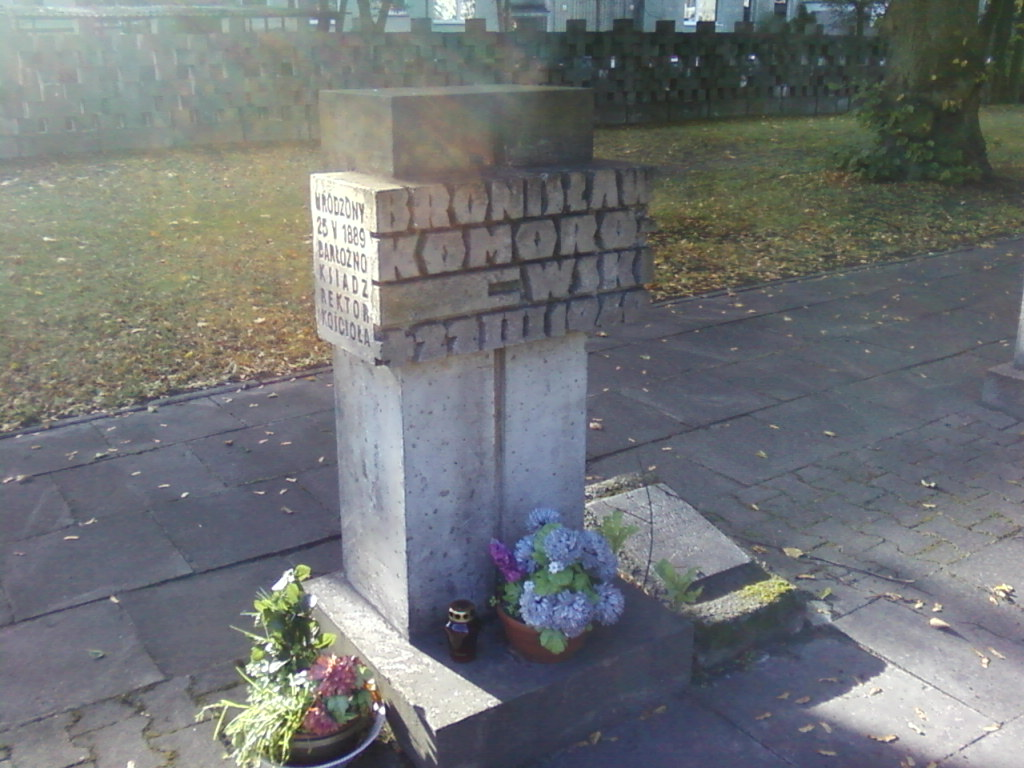
La pierre tombale de Bronisław Komorowski

En mai 1915, il est transféré de Łęgów à Gdańsk, dans la paroisse Saint-Nicolas. Le jeune curé, en plus des activités de l'église, développe et mène des activités sociales et politiques auprès de la population polonaise. Pendant la catéchèse, les enfants apprennent de lui l'histoire de la Pologne et la langue polonaise. À partir de 1919, il prononce ses sermons en polonais. 
En 1923, avec un groupe de militants polonais, il fonde la Société pour la construction des églises polonaises devant servir à faire contre-poids aux églises catholiques locales dotées d'un clergé allemand. Sa société acquiert en 1924 une ancienne école d'équitation militaire à Wrzeszcz. L'église, consacrée en mai 1925, est devenue l'un des centres polonais de la Ville libre de Dantzig. De nombreuses fêtes et célébrations de fêtes nationales y ont été organisées. 
Dans les années 1933-1934, le père Komorowski est un conseiller de Dantzig - le seul représentant des Polonais au sein du Conseil municipal de 54 membres. Il se présente également aux élections de 1933 au Parlement de Danzig, mais il n'est pas élu ; pendant plusieurs semaines en 1935, il y siège pour remplacer Erazm Czarnecki, qui avait quitté le territoire; il se présente de nouveau aux élections du 7 avril 1935, et n'est pas élu. 
Il est membre de la "commune" polonaise de Dantzig, une organisation regroupant la communauté polonaise, et en a été le vice-président pendant une courte période. Il quitte cette organisation en raison de conflits internes, mais continue d'agir pour l'unification des organisations concurrentes. 
Komorowski avec un autre prêtre François Rogaczewski cherche à établir des paroisses personnelles, ce que Pie XI accepte.  
Le 10 octobre 1937, l'évêque de Dantzig Edward O'Rourke nomme Komorowski comme responsable de la paroisse personnelle. Mais sous la pression des nationaux-socialistes, l'ordre de l'évêque est annulé trois jours plus tard par les autorités. C'est la raison de la démission de l'évêque O'Rourke. Le nouvel évêque, soumis aux autorités nazies, Charles Marie Splett, n'autorise pas la création de paroisses polonaises personnelles. 
Komorowski défend souvent courageusement les jeunes Polonais persécutés qui étudiaient à Dantzig. Le 25 avril 1939, à l' occasion du 25e anniversaire de son sacerdoce, une grande manifestation patriotique a lieu dans l'église Saint-Stanislas, avec la participation du Commissaire Général de la République de Pologne Marian Chodacki. 

### Mort
Le 1er septembre 1939, il est arrêté, battu et emprisonné dans l'école Victoriaschule ; bientôt les Allemands l'envoient dans un camp de concentration à Stutthof. Il est tué, avec plusieurs dizaines de militants polonais le Vendredi saint, le 22 mars 1940, dans les bois près du camp ; après la guerre, tous les cadavres sont exhumés et déposés au cimetière de Gdańsk-Zaspa. 

## Béatification
Bronisław Komorowski fait partie des 108 martyrs polonais de la Seconde Guerre mondiale, que Jean-Paul II a béatifiés le 13 juin 1999. Leur mémorial liturgique dans l'église catholique polonaise est célébré le 12 juin. 
Parmi les lieux portant le nom de Bronisław Komorowski à Gdańsk on trouve entre autres une école primaire, une place ainsi que deux carillons (dans l'église Sainte-Catherine et à la mairie.
Il est commémoré le 22 mars selon le Martyrologe romain.